# Marcel Toussaint-Collignon
Marcel Toussaint dit Marcel Toussaint-Collignon, né le 9 octobre 1882 à Nancy et mort pour la France à Sailly-Saillisel dans le département de la Somme, le 13 octobre 1916, est un professeur de lettres et poète français du XXe siècle. Son nom est inscrit au Panthéon parmi les 560 écrivains morts au champ d'honneur pendant la Première Guerre mondiale.

## Biographie
Marcel Toussaint, né le 9 octobre 1882 à Nancy, est le fils de Gustave Jean Toussaint (1840-1903), avocat à la cour d'appel de Nancy et de Marie Pauline Collignon (1855-). 
Il fait ses études au lycée de Chaumont, puis vient à Paris préparer le concours de l'École normale supérieure au lycée Henri IV, où il fait la connaissance d'Émile Ripert avec qui il se lie d'amitié,. Il poursuit ses études à la faculté de lettres de Bordeaux.
Exempté du service militaire pour des problèmes de vue (scléro-choroïdite de la région maculaire), il est professeur de lettres au collèges d'Eymoutiers et de Chinon, puis aux lycées de Draguignan, de Soissons et de Saint-Quentin,.
Il remporte plusieurs prix de poésie dont le prix de l'Académie française pour Le Drapeau en 1909 et le prix Sully-Prudhomme décerné par la Société des gens de lettres pour Le Sculpteur de sable. Le poète et critique littéraire Auguste Dorchain commente ces prix dans les Annales politiques et littéraires : « Et ce poète, nouveau venu, méritait cette double distinction. Si lai place ne me manquait, le Sculpteur de Sable est un des recueils auxquels j'aimerais à en accorder une très large, d'autant qu'on ne peut faire, en quelques lignes, l'analyse de poèmes si variés ; poèmes intimes et tendres, philosophiques et subtils, ou encore historiques, et pittoresques ».
Lorsque la Première Guerre mondiale éclate, ses problèmes de vue le maintiennent hors de l'armée. Il continue à enseigner au lycée de Chaumont pendant l'année scolaire 1914-1915. En juillet 1915, il incorporé au 102e régiment d'infanterie et passe en septembre au 150e régiment d'infanterie. Le 31 mars 1916, au Mort-homme, il est blessé par un éclat d'obus au pied droit,.
Son dernier recueil de poésie, Les Taciturnes, est écrit dans les tranchées où il est retourné après avoir été soigné et c'est à quelques mètres de l'ennemi qu'il en corrige les épreuves à la fin de l'été 1916. Quelques jours avant sa mort il écrit à Émile Ripert : « Advienne que voudra ! Si la mort me prend en crise de pessimisme, je suis encore capable de la remercier, car elle n’est pas forcément héroïque et utile. Et puis, le 9 octobre j’aurai trente-quatre ans ; je suis resté célibataire ; j’ai commencé une œuvre ; je serai moins malheureux qu’un pauvre « bleuet », dont les yeux s’ouvrent à peine à l’éternel spectacle de la nature et du monde ».
Le 13 octobre 1916, atteint par un obus au champs de bataille de Rancourt, il meurt à Sailly-Saillisel,. La citation qui accompagne sa distinction à l'ordre de la médaille militaire en précise les circonstances : « le 13 octobre 1916, a été tué en accomplissant son service de coureur pendant un violent bombardement. A été cité ».

## Distinctions
- Médaille militaire, Journal officiel du 7 juin 1921[9]
- 1909 : Prix Sully-Prudhomme pour Le Sculpteur de sable[2]
- 1909 : Académie française - Prix de poésie pour Le Drapeau[10]
- 1917 : Académie française - Prix Archon-Despérouses pour Les Taciturnes[11]
- 1923 : Académie de Stanislas - Prix de Guaita[12],[13]

## Hommages
- Le nom de Marcel Toussaint-Collignon est inscrit au Panthéon dans la liste des 560 écrivains morts pour la France pendant la guerre de 1914-1918[14].
- Son nom figure sur les plaques commémoratives du collège Saint-Saëns et de la mairie ainsi que sur le monument aux morts à Chaumont.
- En novembre 1923, Yvonne Ducos dit des poèmes de Marcel Toussaint-Collignon aux matinées poétiques de la Comédie-Française[15].
- En 1935, le square Léon Robelin dans le 15e arrondissement de Paris est renommé Square Marcel-Toussaint en son hommage[16].

## Œuvres principales
- Le Sculpteur de sable. Le Drapeau, 1909
- Vers écrits sur l'eau, 1909
- Les Taciturnes, 1916
- Le Dard et l'épée, 1917
- Les Cils baissés, 1921